# La Villeneuve-Bellenoye-et-la-Maize
La Villeneuve-Bellenoye-et-la-Maize és un municipi francès situat al departament de l'Alt Saona i a la regió de Borgonya - Franc Comtat. L'any 2007 tenia 129 habitants.

## Demografia

### Població
El 2007 la població de fet de La Villeneuve-Bellenoye-et-la-Maize era de 129 persones. Hi havia 48 famílies, de les quals 16 eren unipersonals (8 homes vivint sols i 8 dones vivint soles), 16 parelles sense fills i 16 parelles amb fills.
La població ha evolucionat segons el següent gràfic:
Habitants censats

### Habitatges
El 2007 hi havia 67 habitatges, 60 eren l'habitatge principal de la família, 6 eren segones residències i 1 estava desocupat. 59 eren cases i 8 eren apartaments. Dels 60 habitatges principals, 48 estaven ocupats pels seus propietaris, 11 estaven llogats i ocupats pels llogaters i 1 estava cedit a títol gratuït; 1 tenia dues cambres, 11 en tenien tres, 13 en tenien quatre i 35 en tenien cinc o més. 54 habitatges disposaven pel capbaix d'una plaça de pàrquing. A 22 habitatges hi havia un automòbil i a 31 n'hi havia dos o més.

### Piràmide de població
La piràmide de població per edats i sexe el 2009 era:
| Homes | Edats   | Dones |
| ----- | ------- | ----- |
| 0     | 95 o +  | 0     |
| 0     | 90 a 94 | 0     |
| 0     | 85 a 89 | 0     |
| 0     | 80 a 84 | 0     |
| 8     | 75 a 79 | 12    |
| 0     | 70 a 74 | 0     |
| 12    | 65 a 69 | 0     |
| 0     | 60 a 64 | 0     |
| 0     | 55 a 59 | 0     |
| 8     | 50 a 54 | 0     |
| 12    | 45 a 49 | 8     |
| 4     | 40 a 44 | 4     |
| 0     | 35 a 39 | 8     |
| 4     | 30 a 34 | 4     |
| 4     | 25 a 29 | 0     |
| 0     | 20 a 24 | 8     |
| 16    | 15 a 19 | 16    |
| 4     | 10 a 14 | 0     |
| 8     | 5 a 9   | 0     |
| 8     | 0 a 4   | 0     |

## Economia
El 2007 la població en edat de treballar era de 88 persones, 76 eren actives i 12 eren inactives. De les 76 persones actives 70 estaven ocupades (38 homes i 32 dones) i 6 estaven aturades (4 homes i 2 dones). De les 12 persones inactives 5 estaven jubilades, 3 estaven estudiant i 4 estaven classificades com a «altres inactius».

### Ingressos
El 2009 a La Villeneuve-Bellenoye-et-la-Maize hi havia 62 unitats fiscals que integraven 134 persones, la mediana anual d'ingressos fiscals per persona era de 16.958 €.

### Activitats econòmiques
Dels 3 establiments que hi havia el 2007, 1 era d'una empresa de construcció, 1 d'una empresa de serveis i 1 d'una empresa classificada com a «altres activitats de serveis».
L'únic servei als particulars que hi havia el 2009 era un electricista.
L'any 2000 a La Villeneuve-Bellenoye-et-la-Maize hi havia 6 explotacions agrícoles.

## Poblacions més properes
El següent diagrama mostra les poblacions més properes.